# Betsey Bayless
Betsey Bayless (* 10. Januar 1944 in Phoenix, Arizona) ist eine US-amerikanische Politikerin (Republikanische Partei).

## Frühe Jahre
Betsey Bayless wurde 1944 im Maricopa County geboren und wuchs dort auf. Sie war die dritte Generation, welche in Arizona lebte. Ihre ersten Lebensjahre waren vom Zweiten Weltkrieg überschattet. 1962 graduierte sie an der Xavier High School in Phoenix. Bayless schloss 1966 mit einem Bachelor of Arts in Latin American Studies und Spanisch an der University of Arizona ab. Für ihre studentischen Leistungen wurde ihr eine Freeman Medal verliehen. Während ihrer Studienzeit schloss sie sich der Phi Beta Kappa an. Ihren Master in Public Administration machte sie an der Arizona State University.

## Politische Laufbahn
Bayless war Mitglied im Bezirksrat vom Maricopa County und bekleidete dort zwei Amtszeiten lang den Vorsitz. Sie war Direktorin vom staatlichen Department of Administration, kommissarische Direktorin vom staatlichen Department of Revenue und stellvertretende Direktorin des Arizona Board of Regents. 2002 kandidierte sie für die republikanische Nominierung für den Posten des Gouverneurs von Arizona. Bei den Vorwahlen erlitt sie eine Niederlage gegenüber Matt Salmon, welcher wiederum gegen Janet Napolitano bei den folgenden Wahlen unterlag.
Am 5. September 1997 wurde sie für die verbleibende Amtszeit von Jane Dee Hull zum Secretary of State von Arizona ernannt. Ihre Wahl für eine volle Amtszeit erfolgte am 3. November 1998. Sie bekleidete diesen Posten bis zum 6. Januar 2003. Ihre Nachfolge trat die Republikanerin Jan Brewer an.

## Späte Jahre
2005 trat sie eine Anstellung als Chief Executive Officer bei dem Maricopa Integrated Health System (MIHS) an, das öffentliche Krankenhaus- und Gesundheitssystem vom Maricopa County. Bayless wird die Wiederherstellung der finanziellen Stabilität und der Erweiterung von Krankenhauseinrichtungen beim MIHS gutgeschrieben. Nach ihrem Rücktritt 2013 von ihrem Posten wurde sie President Emeritus beim MIHS.

## Ehrungen
Bayless wurde 2001 ein Ehrendoktortitel von der University of Arizona verliehen und 2005 der Valley Leadership Woman of the Year Award.